# كيث دايتون
كيث دايتون (بالإنجليزية: Keith Dayton)‏ (1949-) جنرال أمريكي استدعي بعد وصول حماس إلى السلطة  مهمته تدريب القوات الفلسطينية للسيطرة على الأمن وبسط سيطرة الحكومة الفلسطينية على أراضيها  وهو مقيم في القدس.
جنرال كيث دايتون، جنرال في الجيش الأمريكي، حالياً المنسق الأمنى الأمريكي للشئون الإسرائيلية الفلسطينية في تل أبيب - إسرائيل خدم كقائد في قوات المسح في العراق، وعضو في الملحق الدفاعى في سفارة الولايات المتحدة الأمريكية في موسكو - روسيا وسبق له أن عمل في فرع التدريب حول السياسة السوفياتية، وفي ميدان التفتيش عن الأسلحة العراقية، وهو يتقن اللغة الروسية حاصل على الشهادة الأولى في التاريخ، وعلى درجة الماجستير في العلاقات الدولية.
درب دايتون قوات في الأراضى الأردنية مهمتها المعلنة هي بسط السيطرة في الضفة الغربية

## وصلات خارجية
- جمهورية دايتون الفلسطينية
- تقرير القناة العاشرة الإسرائيلية مدبلج بالعربية على يوتيوب